# Phygadeuon variabilis
Phygadeuon variabilis là một loài tò vò trong họ Ichneumonidae.